# Claude Dubois
Claude Dubois (ur. 26 grudnia 1932 roku, zm. 8 lutego 2022) – belgijski kierowca wyścigowy.

## Kariera
W wyścigach samochodowych Dubois poświęcił się głównie startom zaliczanym do klasyfikacji Mistrzostw Świata Samochodów Sportowych. W latach 1957–1959, 1962–1967 Belg pojawiał się w stawce 24-godzinnego wyścigu Le Mans. Pierwszy raz osiągnął linię mety w 1962 roku w klasie E 1.3, w którym odniósł zwycięstwo w swojej klasie, a w klasyfikacji generalnej był czternasty. W sezonach 1965–1966 stawał na drugim stopniu podium odpowiednio w klasach GT 1.3 i GT 5.0. Poza tym startował także w Sveriges Grand Prix oraz European Touring Car Championship.